# Nidhríon
Nidhríon eller Nydri är en ort i Grekland.   Den ligger i prefekturen Lefkas och regionen Joniska öarna, i den centrala delen av landet, 270 km väster om huvudstaden Aten. Nidhríon ligger 94 meter över havet och antalet invånare är 971. Den ligger på ön Lefkas.
Terrängen runt Nidhríon är kuperad åt nordväst, men åt sydost är den platt. Havet är nära Nidhríon österut.  Närmaste större samhälle är Lefkáda, 13,4 km norr om Nidhríon. 